# Xu Da
Xu Da (1332–1385) foi um general militar e político chinês que viveu no final da dinastia Iuã e início da dinastia Ming.
Ele era amigo próximo do imperador Zhu Yuanzhang , fundador e primeiro imperador da dinastia Ming, e o ajudou a derrubar a dinastia Yuan liderada pelos mongóis e estabelecer a nova dinastia.
Xu juntou-se aos rebelde do futuro imperador em 1353 e tornou-se o principal general, planejando a captura de Pequim e após o estabelecimento da dinastia Ming (1368–1644), Xu perseguiu os mongóis da nobreza e remanescestes em fuga pelo deserto de Gobi e queimou a cidade e capital mongol, Caracórum.